# Bachel
Bachel war ein griechisches Volumenmaß und als Fruchtmaß in Athen, Patras und in weiteren Bereichen auf der Halbinsel Morea als Getreidemaß verbreitet.
- 1 Bachel = 1509 Pariser Kubikzoll = 29,933 Liter[2]

Das größere Maß war der Staro mit 2 2/5 Bachel, aber auch mit 3 Bachel. Im alten System war der Staro unterschiedlich. Der 2 2/5. oder 3. Teil von 82,1 Liter  ergibt für 1 Bachel einen Bereich von 34,21 bis 27,37 Liter.